# Intercity Express

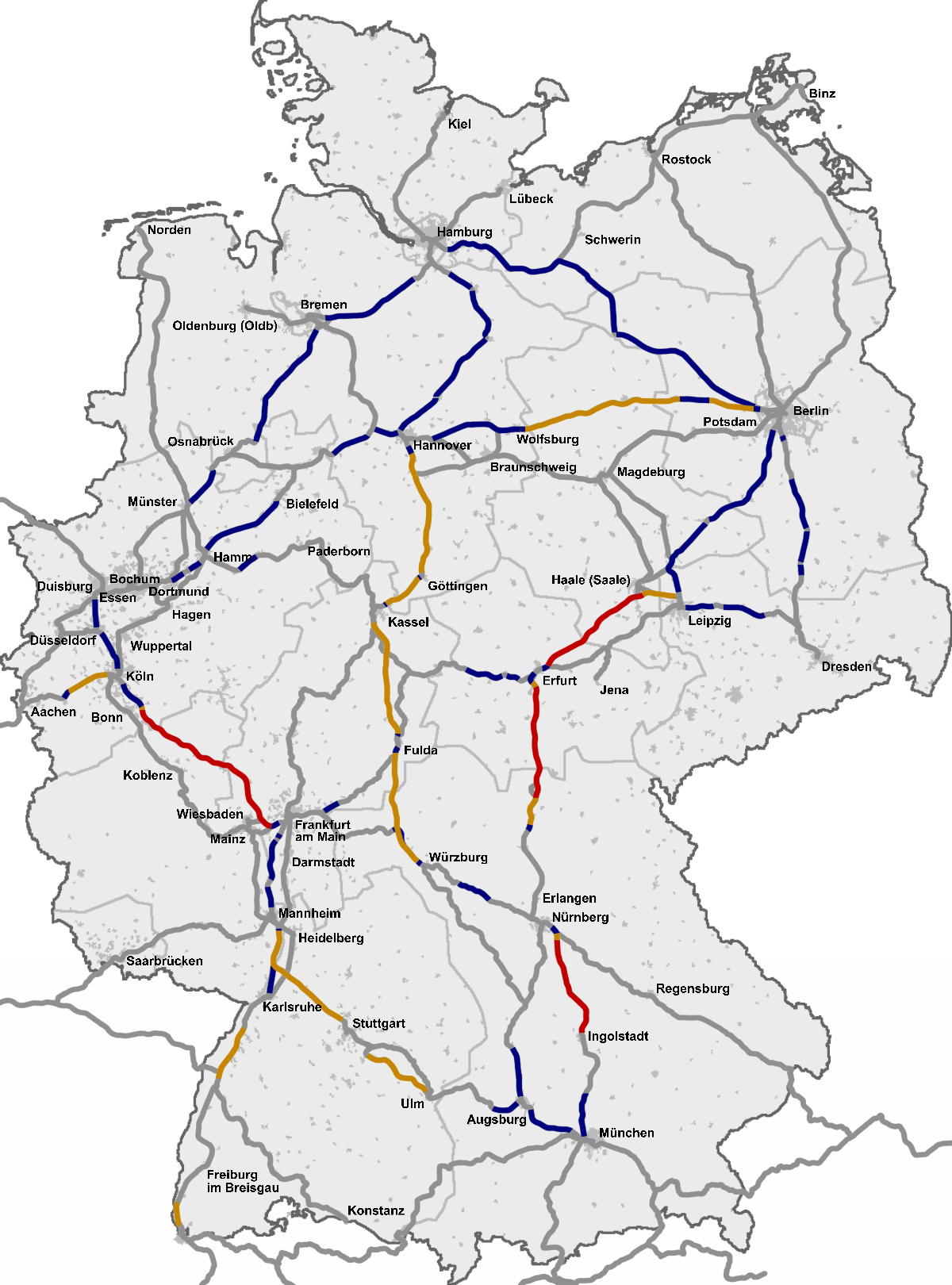
ICE hálózat
Vörös: Nagysebességű vonal 300 km/h felett,
Narancs: Nagysebességű vonal 250 km/h felett
Kék: Felújított vonal, 200-tól 230 km/h-ig
Szürke: Egyéb vonal, max. 160 km/h

Az ICE vagy InterCity Express a német vasutak (Deutsche Bahn) nagysebességű villamos motorvonat-családja, egyben márkaneve a német nagysebességű vonatoknak. Ez a DB Fernverkehr legmagasabb termékkategóriája és DB vezérhajója. Az ICE védjegy Németország legismertebb márkái között van.
A németeknél kötőjellel írt típust Svájcban és Ausztriában egybe írják (InterCityExpress), ami alapvetően mindegy, mert mindenki az ICE néven ismeri a vonatcsaládot.
Az ICE a vonatokon kívül magába foglal egy 180 ICE vasútállomásból felépülő hálózatot, melyen a vonatok ütemesen közlekednek (ezek az állomások Németországon kívül az alábbi országokban találhatók: Ausztria, Svájc, Franciaország, Hollandia és Dánia).
A hálózaton 260 – különböző gyártóktól származó – nagysebességű ICE vonat teljesít szolgálatot. Ezek jelenleg hat típusból kerülnek ki.
A nagysebességű járművek fejlesztése Németországban 1985-ben kezdődött, a menetrend szerinti közlekedésük 1991-ben indult meg. A jelenlegi ICE-hálózat ma már hatféle szerelvénnyel lefedi szinte az egész országot, illetve onnan Svájcba, Ausztriába, Hollandiába, Belgiumba is utazhatunk ICE-vel.
2007. június 10-én Párizs és Frankfurt / Stuttgart között új vasútvonalat nyitottak POS (Paris-Ostfrankreich-Süddeutschland), melyet a Deutsche Bahn és SNCF üzemeltet együtt. Párizs–Frankfurt között a DB ICE vonatai közlekednek, de Párizs–Stuttgart között SNCF TGV szerelvények száguldanak. Mindkettő járaton vegyes francia-német személyzet dolgozik.
A spanyol vasúti üzemeltető (RENFE) szintén ICE 3 vonatokat alkalmaz (Siemens Velaro). Szélesebb verziókat rendelt Kína a Peking–Tiencsin nagysebességű vasútvonalra (CRH3) és Oroszország a Moszkva–Szentpétervár és a Moszkva–Nyizsnyij Novgorod vonalakra (Velaro RUS).

## Történet
A Deutsche Bundesbahn az 1971/1972-es menetrend változással indította el Németországban az InterCity hálózatot. Az emelt komfort ellenére ez a lépés önmagában nem érte el a célját, az utasok nem pártoltak vissza a vasúti közlekedéshez az autótól – repülőtől.
A változás sikeréhez hiányzott még a Japánban és Franciaországban akkor már bemutatott és átütő sikereket elért nagysebességű vonat-típus. A motorvonat koncepcióját is csak az S-Bahn-oknál alkalmazták, a szerelvények szinte kizárólag a mozdonnyal vontatott kocsikból álltak.
A motorvonatok előnyeit kielemezve a DB ezek mellett tette le a voksát, mivel ezek esetén a tengelyterhelés alacsonyabb, mint a mozdonyoknál, mert a teljes szerelvényen a padlószint alá rejtik és elosztják a súlyos komponenseket: a vontatómotorokat, vezérlést és a transzformátorokat.
Az alacsonyabb tengelyterheléssel az alábbi előnyökhöz jutnak:
- A sínek kopása és ezáltal a karbantartásukra szánt költségvetés is redukálható,
- Az osztott hajtás miatt a vonat tapadása és gyorsulása is jobb, a menetrend szűkebbre szabható,
- A vasúti pályákra megállapított maximális sebességet tengelyterhelés függvényében állapítják meg. Kisebb terheléssel nagyobb az adott szakaszon elérhető legnagyobb sebesség.

A DB 103-as mozdonyuk akkoriban nagy számban érték el élettartamuk végét, a DB a motorvonatok beszerzése mellett döntött – amik akkor még nem léteztek.

### A kezdet: ICE-V
A Deutsche Bundesbahn (Német Szövetségi Vasutak – az NSZK vasúttársasága) 1985-ben indította el az első tesztszerelvényt az InterCityExperimentalt, rövidebb nevén ICE V-t. A szerelvényt elsősorban nagysebességű próbajáratokon használták, melyek során megdöntötte az aktuális sebességrekordot is: 1988. május 1-jén elérte a 406,9 km/h-t. 1996-ban vonták ki forgalomból, helyét az ICE S vette át.
A vasúttársaság és német Közlekedési Minisztérium közötti hosszas tárgyalások után, az első 41 ICE szerelvényt 1988-ban rendelték meg. 1990-ben, miután a Német Szövetségi Köztársaság és a Német Demokratikus Köztársaság egyesült, még 60 szerelvénnyel megtoldották a rendelést. Az ICE hálózatot – Kassel-Wilhelmshöhe állomás központtal – hivatalosan 1991. május 29-én nyitották meg.

### Az első generáció: ICE 1
Az első ICE vonatok a DBAG 401-es sorozatú (ismertebb nevükön ICE 1) motorvonatok voltak, melyekkel 1989-ben beindult a szolgáltatás. Az első rendszeresen üzemelő ICE vonatok 1991. június 2-ától indultak Hamburg-Altonából Hamburg főpályaudvaron keresztül – Hannover–Kassel–Fulda–Frankfurt–Mannheim és Stuttgart városokon keresztül München főpályaudvarára az új 6-os ICE vonalon. Az első, külön az ICE szerelvények számára épült vonalak a Hannover-Würzburg és a Mannheim-Stuttgart vonalakat voltak, melyeket a szolgáltatás megindításával egy időben adtak át a forgalomnak. Elegendő szerelvény hiányában a 4-es ICE vonalat (Bréma-Hannover-Kassel-Fulda-Würzburg-Nürnberg-München, csak később, 1992. június 1-jén nyitották meg, addig InterCity szerelvények közlekedtek rajta.
1993-ban a 6-os ICE vonal végállomását Hamburgból Berlinbe költöztették, de 1998-ban Hamburg ismét ICE-végállomás lett a 3-as ICE vonal (Hamburg-Hannover-Kassel-Fulda-Frankfurt-Mannheim-Karlsruhe-Freiburg im Breisgau-Bázel) nagysebességű pályává való alakítása során.

### A második generáció: ICE 2
Az ICE 2 a Deutsche Bahn második generációs nagysebességű vonata. Ez egy különleges ingavonat, mely egy hajtófejből, 6 db személykocsiból és egy vezérlőkocsiból áll. A DB az ICE vezérlőkocsis változatából prototípust rendelt a Siemens cégtől. A prototípussal végzett kísérletek és a futópróba eredményes volt. Az ICE 2 első, részleges szerelvényei 1996 óta közlekednek a DB AG fővonalain, a teljesen komplett szerelvényeket (44 db) 1997. július 1-jétől közlekedtetik menetrendszerűen.
A Berlin – Hannover – Köln – Bréma vonalon az ICE 2-es szerelvényekből az eddigi hosszú vonatok helyett úgynevezett félvonatok is közlekednek, mivel az új szerelvények a régivel ellentétben megbonthatók.

### A harmadik generáció: ICE 3
Az ICE 3 nagysebességű vonatok vontatójárműveinek vezetőállását a németországi InnoTrans ’96 kiállításon mutatták be először. Az áramvonalas formájú ICE 3 vonatot a Siemens cég nyolc részesre, több vontatási áramnemre, 300 km/h sebességre tervezte, amiből a holland vasutak is rendeltek. A nemzetközi járatok közül főként a Thalys északi vonalon, továbbá a Köln–Frankfurt nagysebességű vasútvonalon és a LGV Est vonalon közlekednek ezek a szerelvények.
Forgalomba állításuk 2003-ban volt. A Thalys szerelvények részeként a német-alföldi vasúti forgalom lebonyolításában azonban addig is részt vettek már a német ICE járműcsalád szerelvényei. Az UIC 1999. évi adatai szerint a Thalys szerelvényekben közlekedő ICE egységek összes futásteljesítménye már 417 ezer vonatkilométer volt.

### Az ívbedőlő szerelvény: ICE-T/TD
Az ICE-T egy, a német és az osztrák államvasút által üzemeltetett nagysebességű villamos motorvonat. Az ICE T képes bedőlni az ívekben, ezáltal nagyobb sebességre képes a hagyományos, kanyargósabb vonalakon is. Dízel változata az ICE TD.

### A kísérleti vonat: ICE-S
Az ICE S a Deutsche Bahn nagysebességű kísérleti villamos motorvonata, melyet a Siemens, a DWA, az AEG és az Adtranz fejlesztett ki közösen. Ez a motorvonat váltotta le az ICE V vonatot. Nevében az S a német Schnellfahrtzug (nagysebességű vonat) rövidítése.
Az ICE 3 tervezésénél szükség volt egy kísérleti vonatra, melyen ki lehet próbálni az osztott hajtást. Erre a feladatra egy átalakított ICE 2-es motorvonatot építettek át. Később a szerzett tapasztalatok alapján fejlesztették ki az ICE 3-at. A motorvonat hajtott kocsijait selejtezték, a háromrészes szerelvényt pedig nagysebességű mérővonattá alakították át. Jelenleg évi háromszor bejárja Németország összes nagysebességű vonalát. Továbbá ezt a szerelvényt használják az új nagysebességű vasútvonalak első tesztelésére is. 2001. július 13-án 393 km/h sebességet ért el.

### A Velaro alapú ICE 3M
A DB 407 sorozat, vagy más néven a Siemens Velaro D a Siemens Mobility legújabb nagysebességű villamosmotorvonat-sorozata. A motorvonat a Siemens Velaro motorvonatcsaládra épül, németországi használatra. A Velaro D négy-áramnemű kialakítása (15 / 25 kV AC és 1,5 / 3 kV DC) lehetővé teszi, hogy Németországon kívül Franciaországban, Belgiumban és Svájcban is közlekedhet.

### A család legújabb tagja: ICE 4
Az ICE 4 egy német nagysebességű villamosmotorvonat-sorozat, mely a tervek szerint a jelenlegi InterCity, ICE 1 és ICE 2 vonatokat váltaná le fokozatosan 2025-ig. Későbbi tervek között szerepel az ICE 3 flotta leváltása is. A tervezett darabszám 300 db motorvonat, melyek folyamatosan állnak forgalomba 2016-tól 2025-ig. A 300 motorvonatban összesen 200 000 ülőhely lesz.

## A főbb adatok táblázatos formában
| betűjel | sorozat                                | konstrukciós sebesség [km/h] | teljesítmény [kW] | üzembeállítás éve | megjegyzés                         |
| ------- | -------------------------------------- | ---------------------------- | ----------------- | ----------------- | ---------------------------------- |
| ICE V   | 410                                    | -                            | 8400 (2×4200)     | 1985              | prototípus (InterCityExperimental) |
| ICE 1   | 401                                    | 280                          | 9600 (2×4800)     | 1991              | 1. generáció                       |
| ICE 2   | 402                                    | 280                          | 4800              | 1996              | 2. generáció (egy hajtófejjel)     |
| ICE 3   | 403 (egyrendszerű) 406 (többrendszerű) | 330                          | 8000 (16×500)     | 2000              | 3. generáció                       |
| ICE T   | 411                                    | 230                          | 4000 (8×500)      | 1998              | billenőszekrényes, 7 kocsis        |
| ICE T   | 415                                    | 230                          | 3000 (4×750)      | 1998              | billenőszekrényes, 5 kocsis        |
| ICE TD  | 605                                    | 200                          | 2240 (4×560)      | 1998              | billenőszekrényes, dízel           |
| ICE 3M  | 407                                    | 320                          | 8000              | 2011              | A legújabb négyáramnemű változat   |
| ICE 4   | 412                                    | 249                          | 495-9900          | 2016              | A legújabb négyáramnemű változat   |

## A vonatok külső megjelenése
| ICE (általában): | világosszürke lakkozás vörös csíkokkal ablakok egy végighúzódó fekete sávban helyezkednek el, az ajtókon ovális ablakok vannak |
| ICE-1:           | két motorkocsi és személykocsik; magas tetejű étkezőkocsi; vonó- és ütközőkészüléket fedő orr-rész DB logóval, amely a vörös csíkot megszakítja |
| ICE-2:           | egy motorkocsi és egy vezérlőkocsi (utastérrel); a többivel azonos magasságú étkezőkocsi; az orr fedőlapja függőlegesen osztott és egy nagy rúd áll ki belőle |
| ICE-3:           | nincsenek külön motorkocsik, hanem teljes motorvonat; az utolsó kocsik szélvédője kerek és azon keresztül a vezető mögött ülő utasok is kiláthatnak a pályára; a nem meghajtott trafókocsin van az áramszedő; a körbefutó vörös csík az orr fedőlapján is – lefelé kanyarodva – áthalad, de a vezérlőkocsi oldalán megszakítja egy ICE felirat; az ablakok fekete sávja a szélvédő vonalában, kissé elvékonyodva ér véget |
| ICE-T/TD:        | olyan mint az ICE-3, de: meredekebb orr; az első kocsin áramszedő (T), illetve aerodinamikus tetőkialakítás (TD); a vezérlőkocsikon nincs ICE felirat; az ablakok sávja egy csúcsban végződik; a vörös csík végig párhuzamosan halad az ablakok sávjával; a vörös csík az alsó lámpák előtt végződik; a szélvédő felett is van egy lámpa                                                                                  |
| ICE-T2:          | mint az ICE-T első sorozata, de: nincsenek vakablakok a kocsik közötti átjárókon, az oldalablakok között nem üvegburkolat, hanem lakkozott lemez van; az alsó lámpák LED-del világítanak |
| ICE-V:           | szélesebb és lila színű csík fut alacsonyabban körbe és véget ér a orr fedőlapja előtt; DB logó és az ICE logó korai változata van az oldalán; a motorkocsik nagyobbak, mint a személykocsik; kerekebb a vonat orra; 1995 óta az ICE-2-vel megegyező a orr fedőlapja |
| ICE-S:           | a vörös mellett szürke és pasztell-lila csíkok a szerelvény oldalán; a jármű összeállítása változik a kísérletek függvényében |
| ICE-3M:          | Megegyezik az ICE 3 festésével |

## Tengelyproblémák[3]
A Deutsche Bahn 2008 őszén a teljes 63 darabos ICE 3 nagysebességű vonatait, melyek nagy része a német távolsági hálózatán dolgozik, sűrű és rendszeres ultrahangos vizsgálatnak vetette alá, az egyik ICE 3 vonat Kölnben történt kisiklását követően. A szokásos 300 000 kilométerenkénti vizsgálati ciklust 30 000 kilométerre csökkentették, ami azt jelentette, hogy kb. minden negyedik héten el kellett a vizsgálatot végezni, az addig előírt hat hónap helyett. Más intézkedésre is sor került, a tengelyterhelés csökkentése érdekében, pl. lezárták a WC-t. A probléma összetett, és amikor október 8-án 2 mm mély repedést találtak az egyik ICE-T ívbe bebillenő villamos motorvonat tengelyén, az összes ilyen vonatot (71 szerelvényt) azonnali vizsgálat alá vetették, és a bebillentő szerkezetet üzemen kívül helyezték a pálya igénybevételének csökkentése érdekében. Október 24-én a DB a teljes ICE-T motorvonat sorozatot kivonta a forgalomból, vizsgálat céljából, és nyilvánosan kritizálta a vonat gyártóit, a Siemenst, az Alstomot és a Bombardiert, mert nem adtak megfelelő adatot és részletet a tengely gyártásával kapcsolatosan. A gyártók ezt az igényt elutasították. Október 28-án újabb tengelyen találtak repedést. Október végén az ICE-hálózaton óriási káosz volt, nagyon kevés ICE 3 /ICE-T vonat volt üzemképes állapotban. Az ultrahangos vizsgálati intervallumot megfelezték a DB 481 / DB 482 villamos motorvonat-sorozatnál, melyeket Berlin S-Bahn vonalain közlekednek. A tengelyek tervezése az ICE 3 és az ICE-T vonatoknál azonos módon történt, így nem világos, hogy az intézkedések elővigyázatosságból történtek, vagy hibát észleltek mind a két sorozatnál.

## Galéria

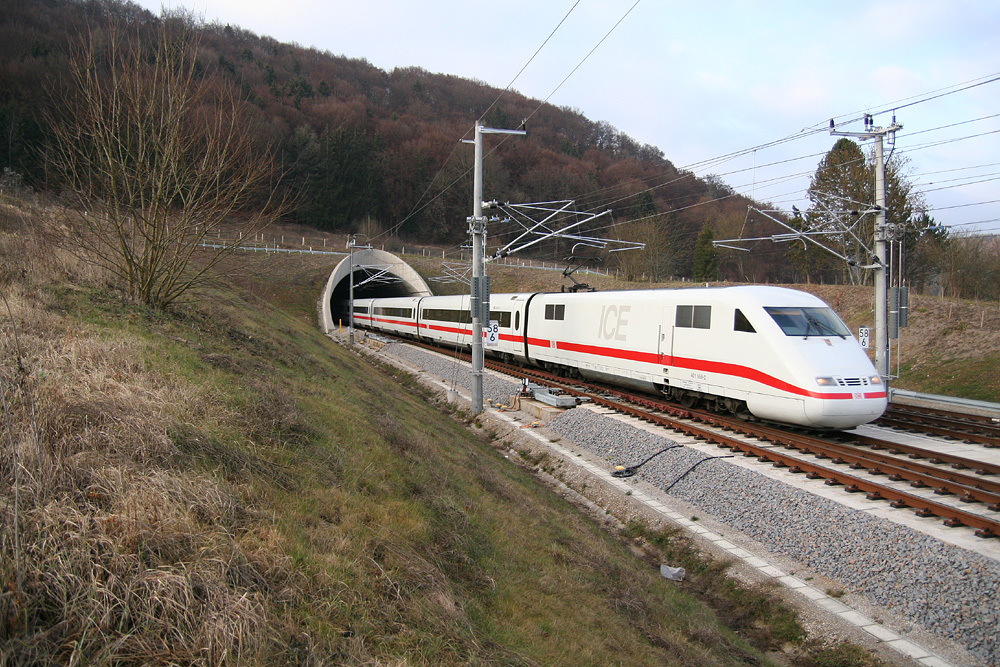
ICE 1 a Schellenberg alagút után
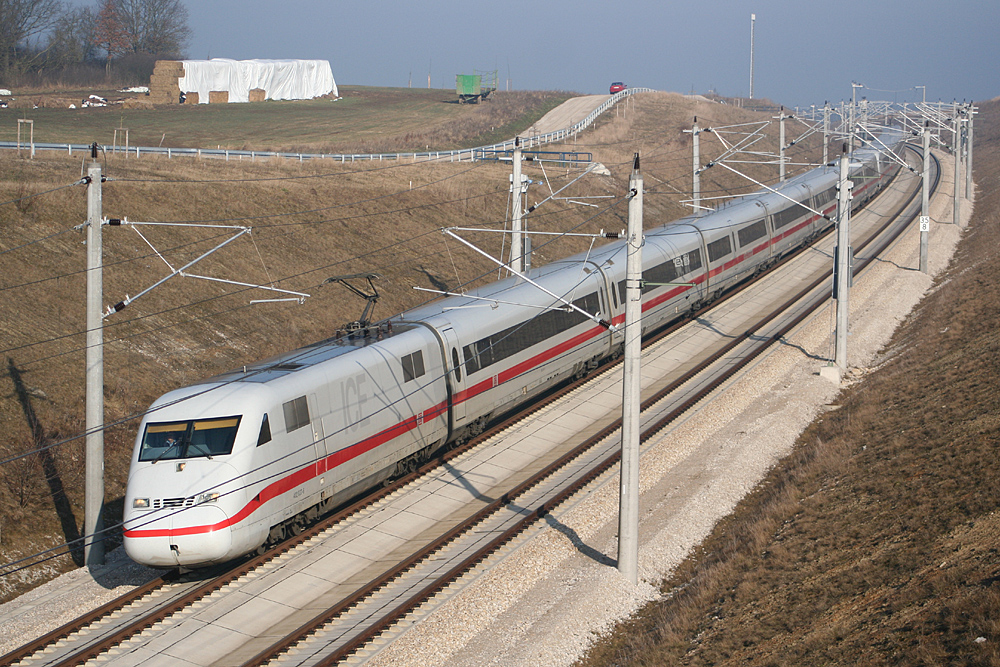
ICE 2  Ingolstadt és Nürnberg között
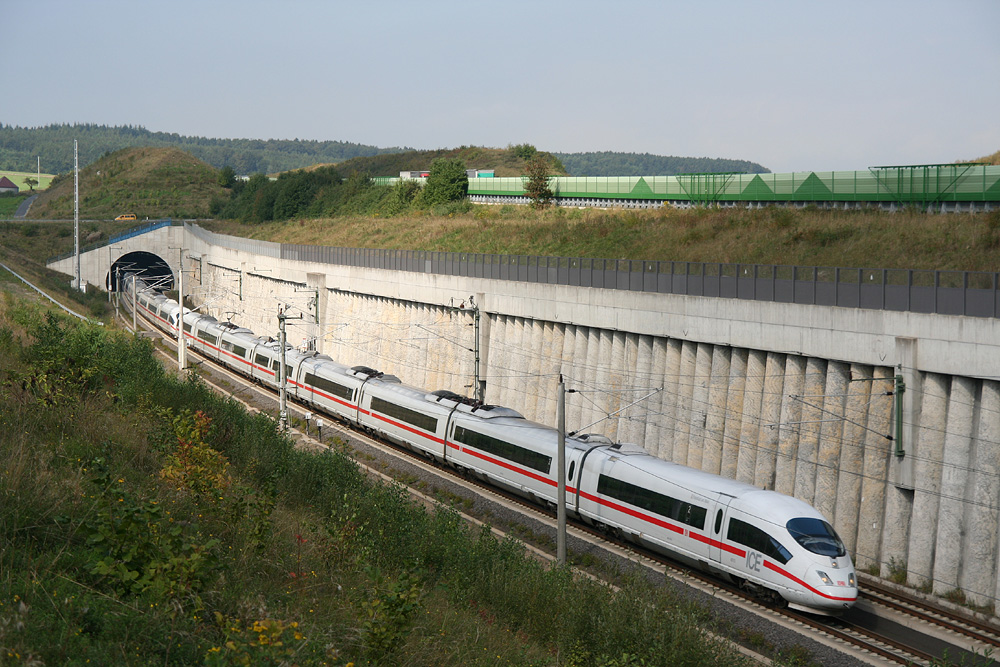
ICE 3 a Köln és Frankfurt közötti vonalon
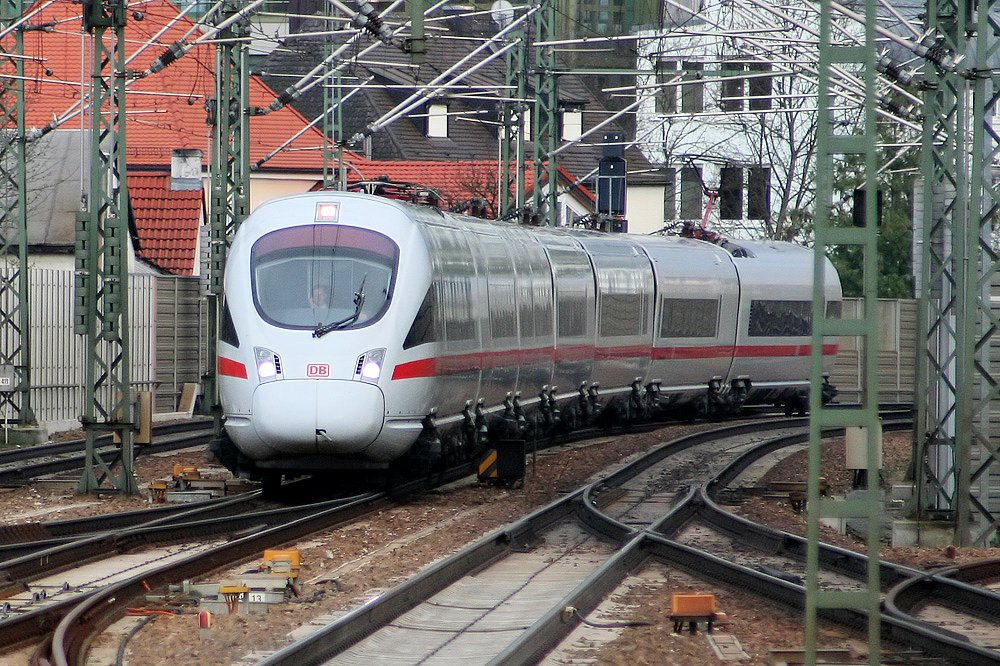
Ívből kihaladó ICE T
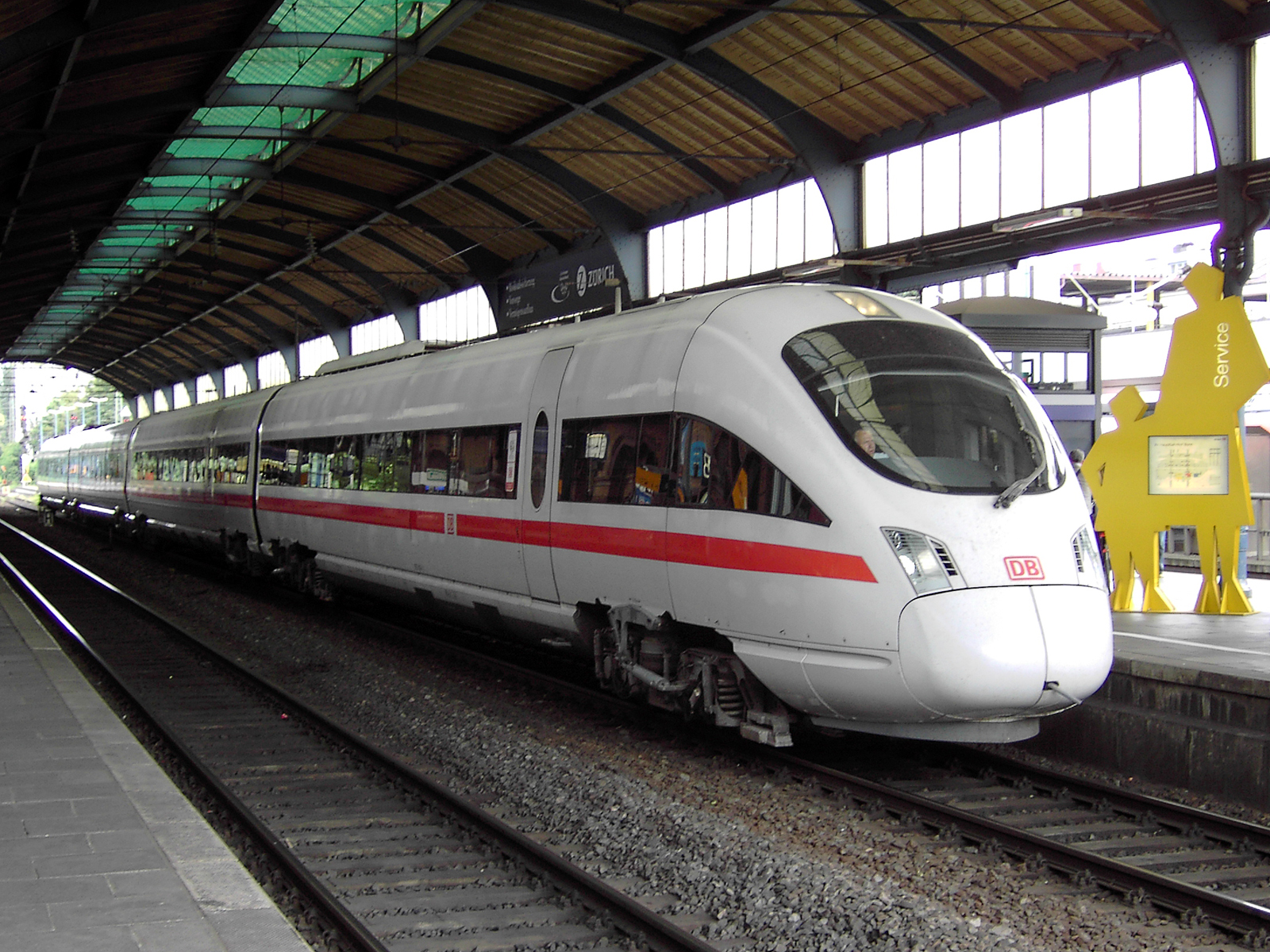
ICE TD Bonnban
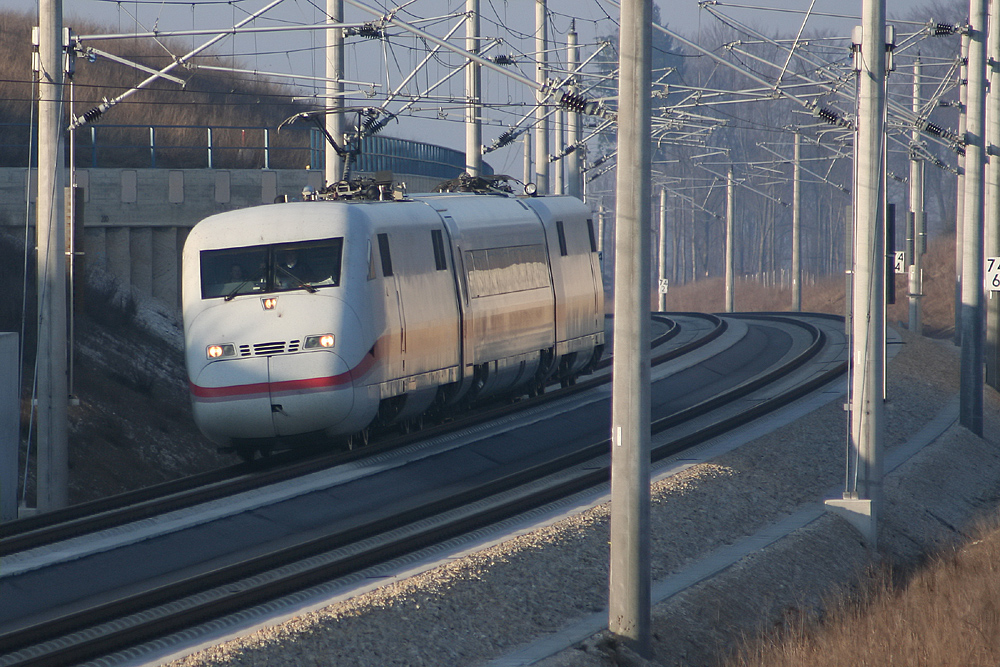
ICE S a Nürnberg–München nagysebességű vasútvonalon Stammhamnál
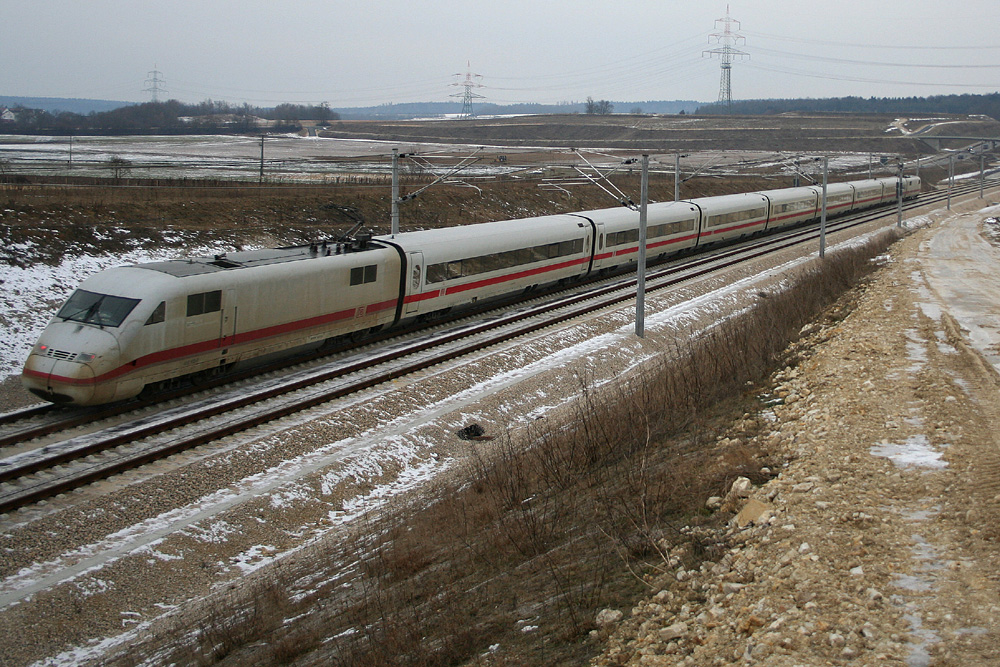
ICE S hét kocsival Ingolstadt és Nürnberg között
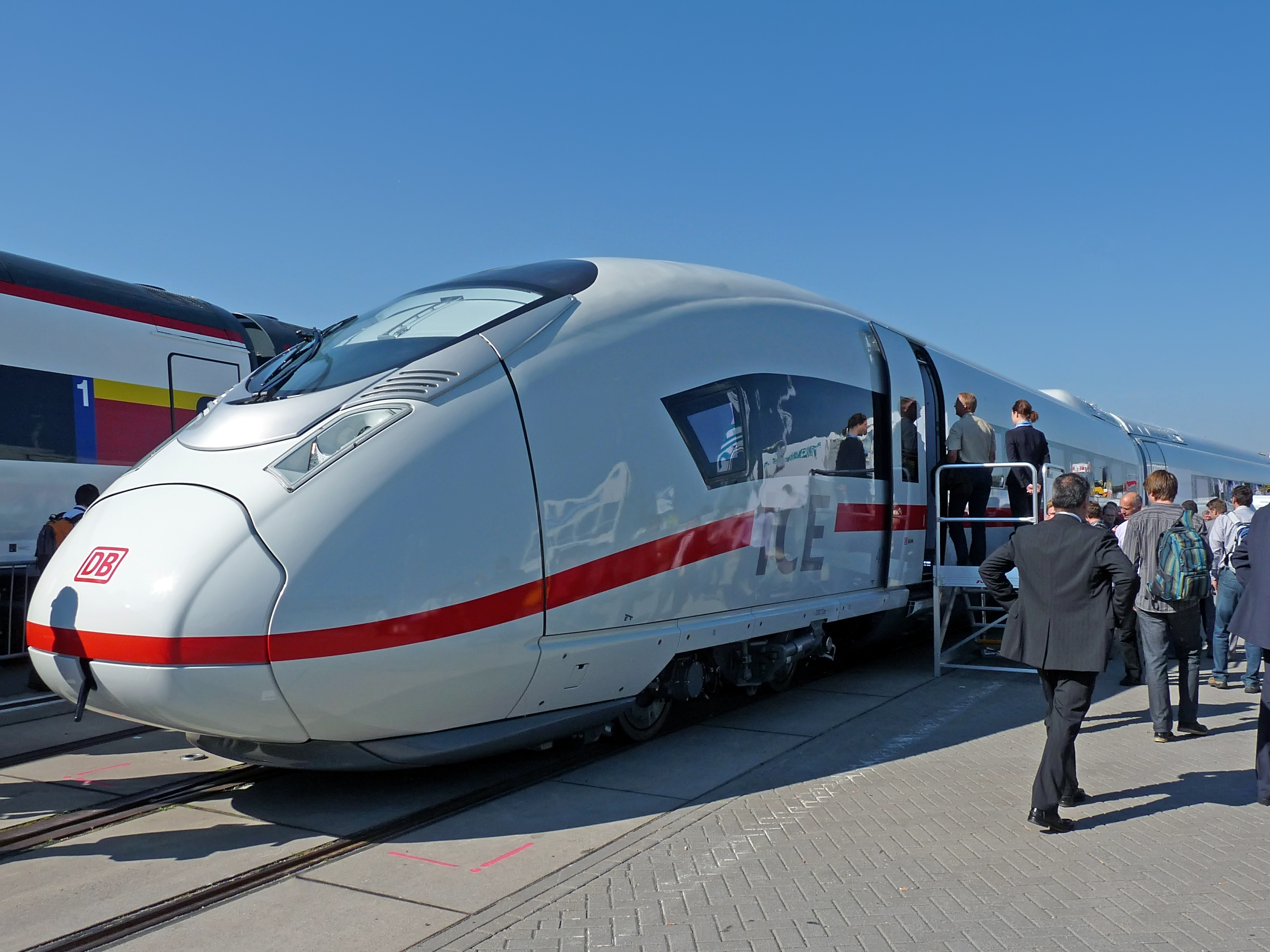
Az ICE család Velaro-alapú tagja az InnoTranson
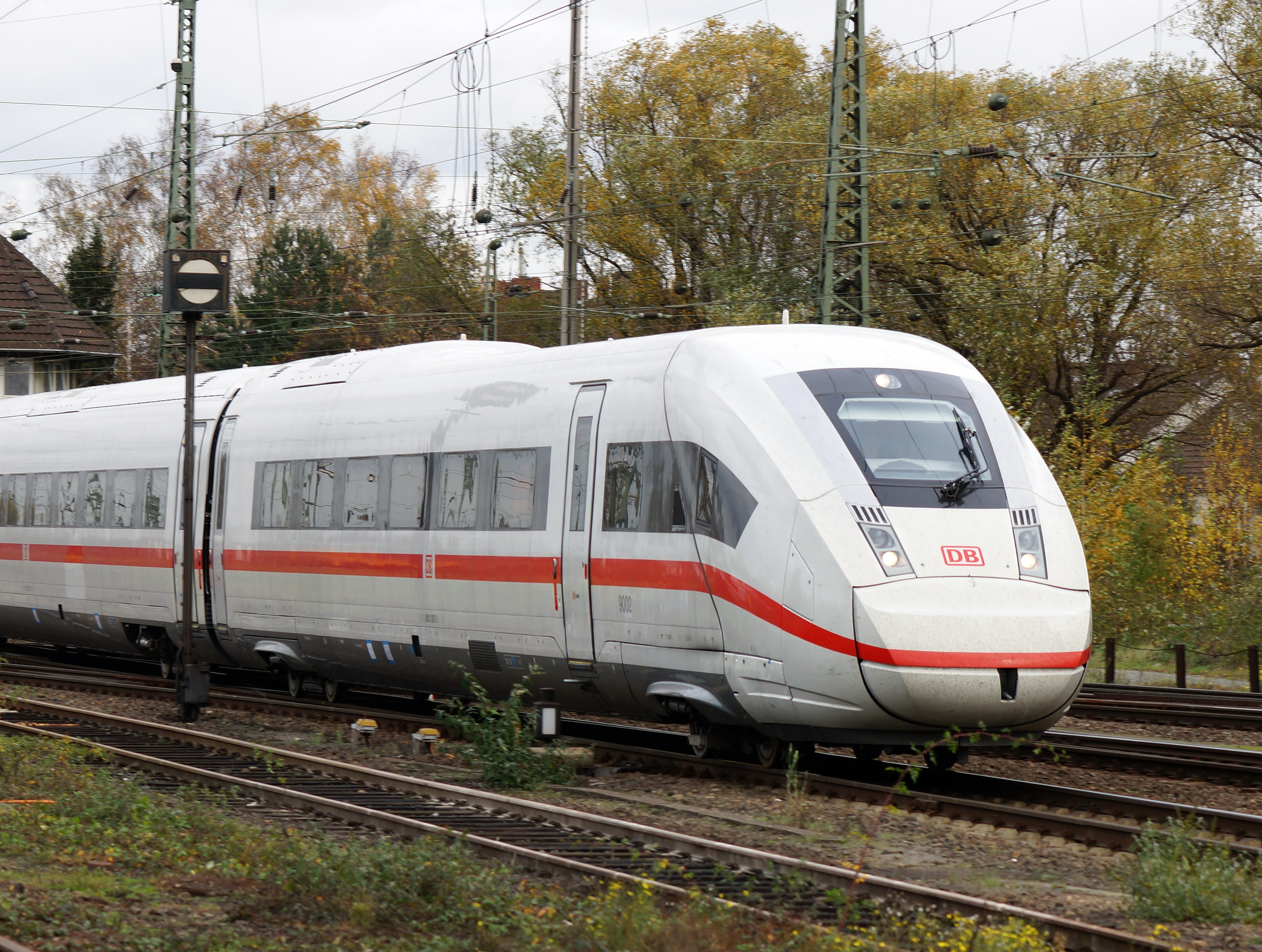
Az ICE 4,már közlekedik

## Kapcsolódó szócikk
- ICE-állomások listája